# رزئوفیلین
رزئوفیلین (به انگلیسی: Roseophilin) با فرمول شیمیایی C۲۷H۳۳ClN۲O۲ یک ترکیب شیمیایی با شناسه پاب‌کم ۵۴۶۷۳۲۴ است. که جرم مولی آن ۴۵۳٫۰۲ g/mol می‌باشد. 